# 몽키 펀치

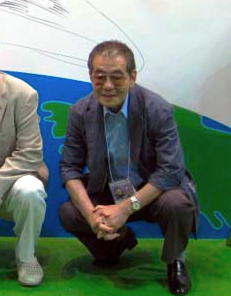
몽키 펀치

몽키 펀치(モンキー・パンチ, 1937년~2019년)는 일본의 만화가이다.